# Großer Pferdespringer
Der Große Pferdespringer (Allactaga major) ist eine Nagetierart aus der Gattung der Pferdespringer (Allactaga). Er kommt in Trockengebieten über weite Teile Eurasiens von der westlichen  Ukraine über Russland, Kasachstan und Usbekistan bis nach Sibirien und in den Norden der Volksrepublik China vor.

## Merkmale
Der Große Pferdespringer erreicht eine Kopf-Rumpf-Länge von 18,0 bis 26,3 Zentimetern mit einem Schwanz von 23 bis 30,8 Zentimetern Länge. Die Tiere besitzen ein Gewicht von 280 bis 420 Gramm. Die Hinterfußlänge beträgt 80 bis 98 Millimeter, die Ohrlänge 50 bis 64 Millimeter. Es ist entsprechend eine sehr große Springmaus mit langen Ohren und Hinterfüßen. Das Rückenfell ist weich und seidig. Es ist braungrau mit einem zimtroten bis sandfarbenen Einschlag gefärbt, die Körperseiten sind heller und gelblich. Über die Hüften zieht sich ein weißes Band. Das Kinn, die Kehle und die Bauchseite sind schneeweiß. Der Schwanz besitzt eine weiße Schwanzfahne und -spitze. Die Hinterfüße haben fünf gut entwickelte Zehen, die voneinander getrennt sind und kammartige Strukturen besitzen.
| 1 | · | 0 | · | 1 | · | 3 | = 18 |
| 1 | · | 0 | · | 0 | · | 3 | = 18 |

Der Schädel hat eine Gesamtlänge von 41 bis 47 Millimetern. Er ist breit gebaut, mit einem kräftigen Schnauzenbereich. Wie alle Arten der Gattung besitzen die Tiere im Oberkiefer pro Hälfte einen zu einem Nagezahn ausgebildeten Schneidezahn (Incisivus), dem eine Zahnlücke (Diastema) folgt. Hierauf folgen ein Prämolar und drei Molare. Im Unterkiefer besitzen die Tiere dagegen keinen Prämolar. Insgesamt verfügen die Tiere damit über ein Gebiss aus 18 Zähnen. Die oberen Schneidezähne sind deutlich vorstehend.

## Verbreitung
Der Große Pferdespringer kommt in Trockengebieten über weite Teile Eurasiens von der westlichen  Ukraine über Russland, Kasachstan und Usbekistan bis nach Sibirien und in den Norden der Volksrepublik China vor. In der Volksrepublik China ist er nur im Norden von Xinjiang nachgewiesen.

## Lebensweise
Der Große Pferdespringer ist weitgehend nachtaktiv, manchmal auch dämmerungsaktiv. Er lebt in verschiedenen Lebensräumen in trockenen und sandigen Wüsten- und Halbwüstenbereichen sowie in Steppenregionen. Besonders hohe Bestandsdichten erreicht die Art in offenen Gebieten mit lockerem Boden, zudem braucht er große und gleichmäßige Lebensräume.
Er ist wie alle Arten der Gattung an eine schnelle Fortbewegung durch weite Sprünge angepasst und kann Geschwindigkeiten von 40 bis 50 km/h erreichen. Die Art ernährt sich vor allem von Samen und Blüten. Sie lebt als Einzelgänger und gräbt Baue, die bis zu 2 Meter tief reichen können. Insgesamt sind vier Bautypen bekannt, die sich in ihrem Aufbau unterscheiden und die parallel genutzt werden können. So gibt es einen permanenten Sommerbau sowie einen Bau mit Nestkammer für die Jungenaufzucht, hinzu kommen temporäre Baue für den Tages- und den Nachtaufenthalt. Der dauerhafte Sommerbau ist besonders tief, im Eingangsbereich befinden sich kaum Grabungsreste.
Die Weibchen können pro Jahr zwei bis drei Würfe mit je drei bis sechs Jungtieren bekommen.

## Systematik
Der Große Pferdespringer wird als eigenständige Art innerhalb der Gattung der Pferdespringer (Allactaga) eingeordnet, die aus elf Arten besteht. Die wissenschaftliche Erstbeschreibung stammt von Robert Kerr aus dem Jahr 1792, der die Art anhand von Individuen aus Kasachstan zwischen dem Kaspischen Meer und dem Irtysch beschrieb.

## Status, Bedrohung und Schutz

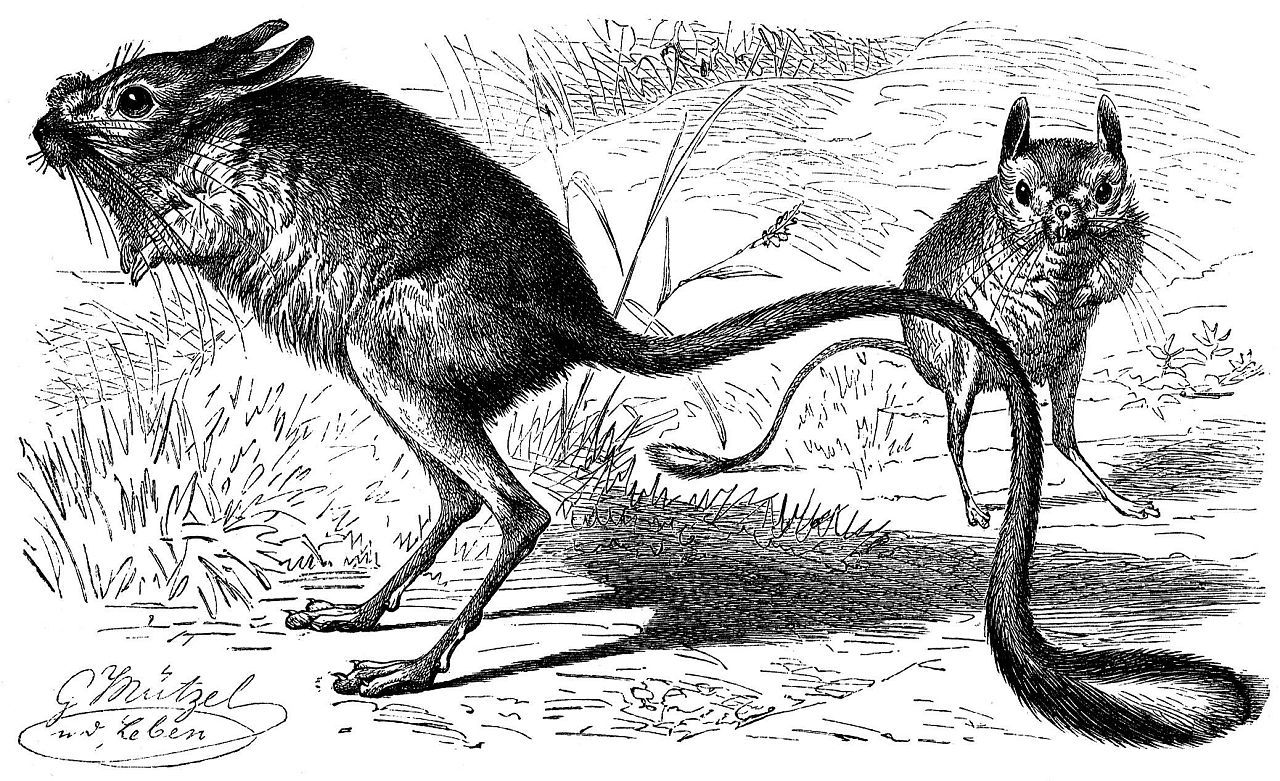
Großer Pferdespringer in einer Illustration von Gustav Mützel (1839–1893)

Der Große Pferdespringer wird von der International Union for Conservation of Nature and Natural Resources (IUCN) als nicht gefährdet (Least Concern) eingeordnet. Begründet wird dies mit dem großen Verbreitungsgebiet und den großen globalen Bestände der Art. Die Bestände sind generell stabil und die Art kommt in ihrem Lebensraum in der Regel häufig vor. Allerdings sind die Bestandszahlen vor allem in der Ukraine und dem europäischen Russland stark rückläufig und in einigen Regionen, etwa im Gebiet um Moskau und um Kursk, tritt die Art mittlerweile nicht mehr auf. In der Ukraine war die Art westlich des Dnepr bis in die Mitte der 1920er Jahre regelmäßig anzutreffen, in jüngerer Zeit ist sie dort nicht mehr nachgewiesen worden. Aufgrund der Umwandlung von Steppen in landwirtschaftliche Flächen ist der Lebensraum in großen Teilen fragmentiert.

## Belege
1. 1 2 3 4 5 6 7 8 9 10  Andrew T. Smith: Great Jerboa. In: Andrew T. Smith, Yan Xie: A Guide to the Mammals of China. Princeton University Press, Princeton NJ 2008, ISBN 978-0-691-09984-2, S. 201.
2. ↑  Andrew T. Smith: Family Dipodidae / Subfamily Allactaginae. In: Andrew T. Smith, Yan Xie: A Guide to the Mammals of China. Princeton University Press, Princeton NJ 2008, ISBN 978-0-691-09984-2, S. 198–199.
3. 1 2 3 4  Allactaga major in der Roten Liste gefährdeter Arten der IUCN 2014.3. Eingestellt von: K. Tsytsulina, N. Formozov, I. Zagorodnyuk, B. Sheftel, 2008. Abgerufen am 9. August 2015.
4. ↑  Allactaga major (Seite nicht mehr abrufbar, festgestellt im April 2018. Suche in Webarchiven)  Info: Der Link wurde automatisch als defekt markiert. Bitte prüfe den Link gemäß Anleitung und entferne dann diesen Hinweis.. In: Don E. Wilson, DeeAnn M. Reeder (Hrsg.): Mammal Species of the World. A taxonomic and geographic Reference. 2 Bände. 3. Auflage. Johns Hopkins University Press, Baltimore MD 2005, ISBN 0-8018-8221-4.